# Барилів
Бари́лів —  село в Україні, у Шептицькому районі Львівської області. Населення становить 295 осіб. 

## Визначні особистості
У селі Барилів народився генерал-четар УГА Мирон Тарнавський (1869-1938).

## Пам'ятники
Пам'ятник генералу УГА Мирону Тарнавському.